# Congee

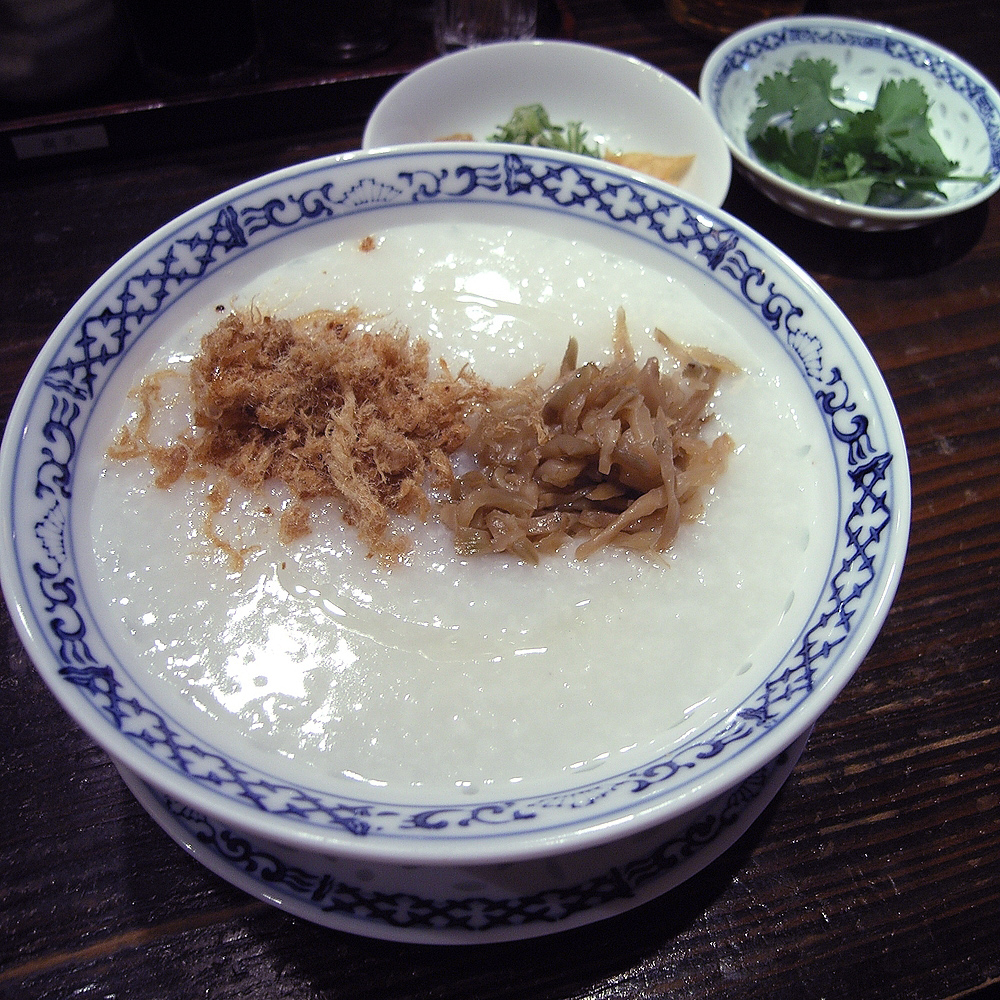
Congee chines

Congee ( 粥 ) (粥：zhōu) (糜：mí) (稀饭：xīfàn) (ou "jook" em língua cantonesa) é um prato clássico chinês, geralmente consumido no pequeno almoço , consiste basicamente em um mingau de arroz cozido com carne, peixe ou vegetais e condimentos. O congee pode também ser doce adicionando, por exemplo, durante a cozedura do arroz, tâmaras chinesas (jujubas) e açúcar em pedra. Normalmente é servido com pequenos fritos. 
Numa receita simples, chamada “Ginger Chicken Jook”, põe-se o arroz a cozer em água, em fogo brando, juntamente com caldo de galinha, pedaços de galinha sem pele, mas com ossos, um pedaço de gengibre com a pele, sal e pimenta branca, até a mistura estar transformada num creme; tiram-se os pedaços de galinha, desfiam-se, limpam-se de ossos e cartilagens, e misturam-se no jook. Verifica-se o tempero e serve-se com coentro fresco e cebolinho cortados, mas pode também colocar-se na mesa, para cada pessoa se servir, molho de soja, molho de peixe e amendoim torrado. 